# Zitterwald
Het Zitterwald is een Eifellandschap in de Duitse deelstaat Noordrijn-Westfalen aan de grens met België, tussen de plaatsen Hellenthal en Kronenburg. In deze dunbevolkte, overwegend beboste hoogvlakte boven de 500 m in de Noord-Eifel ligt de bron van de Olef, de Urft en de Kyll. Het hoogste punt is de Weisse Stein (689 m) nabij Udenbreth. Het aangrenzende gebied net over de grens van de Belgische Provincie Luik, maakt ook onderdeel uit van dit gebied en gaat aansluitend over in de Belgische Eifel.
Het Zitterwald is een van de laatste verspreidingsgebieden van de Europese wilde kat in Duitsland. Het gebied is onderdeel van het natuurpark Nordeifel. In het noorden grenst het nationaal park van de Eifel aan het Zitterwald. In het zuiden vormt de Kyll de natuurlijke grens met de Sneeuweifel.